# Werner Buser
Werner Buser (* 26. Oktober 1928 in Basel; † 28. Januar 1994 ebenda) war ein Schweizer Werklehrer, Objektkünstler und Zeichner. Sein Werk umfasst Objektkunst, Zeichnungen, Collagen, Druckgrafiken und Radierungen.

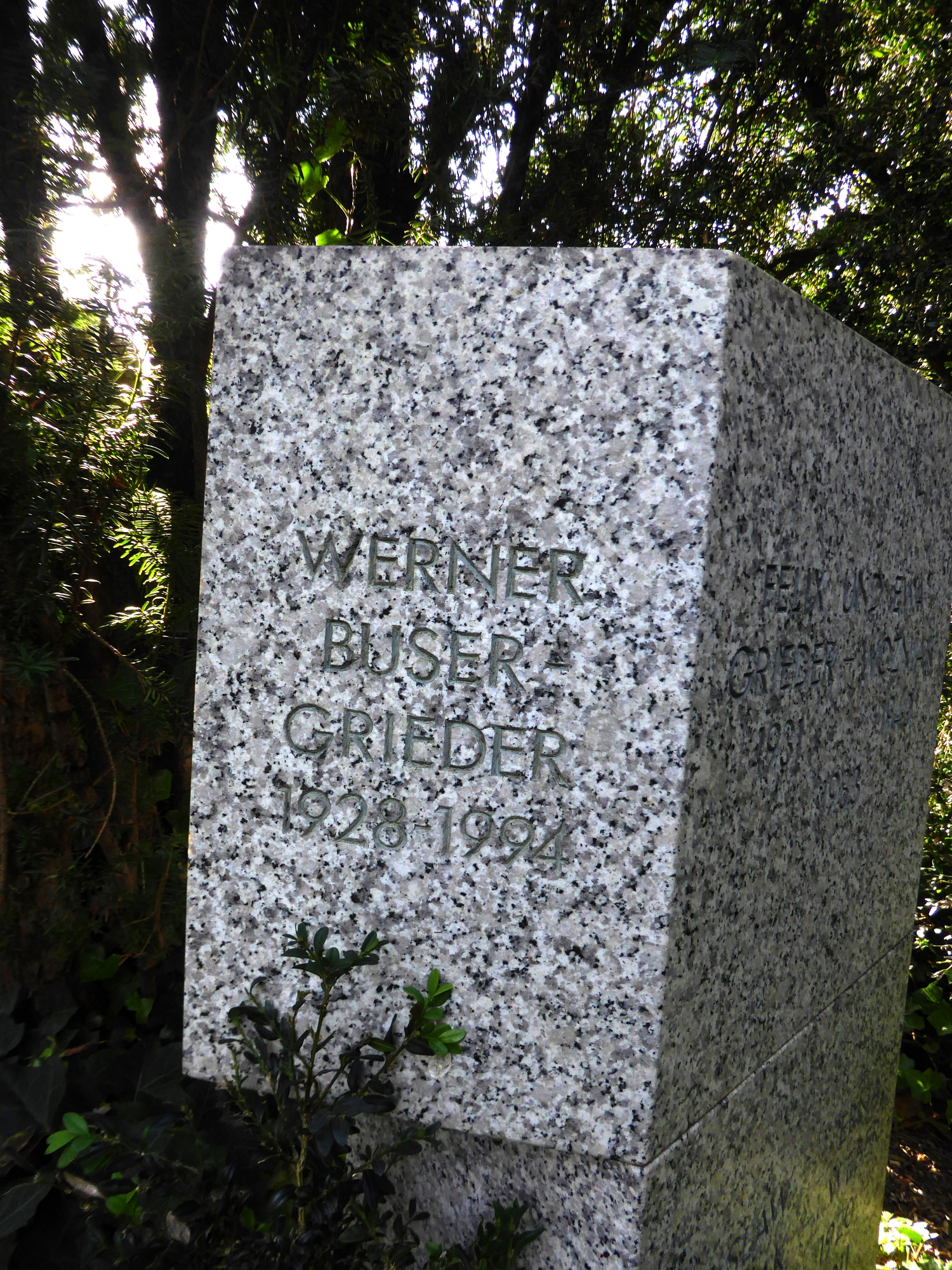
Grab auf dem Wolfgottesacker in Basel.

## Leben
Werner Buser absolvierte eine Ausbildung zum Schaufenstergestalter an der Allgemeinen Gewerbeschule Basel. Später arbeitete er neben seinem künstlerischen Schaffen als Werklehrer und Heilpädagoge. Werner Buser-Grieder fand seine letzte Ruhestätte auf dem Wolfgottesacker in Basel.